# Dryobates minor

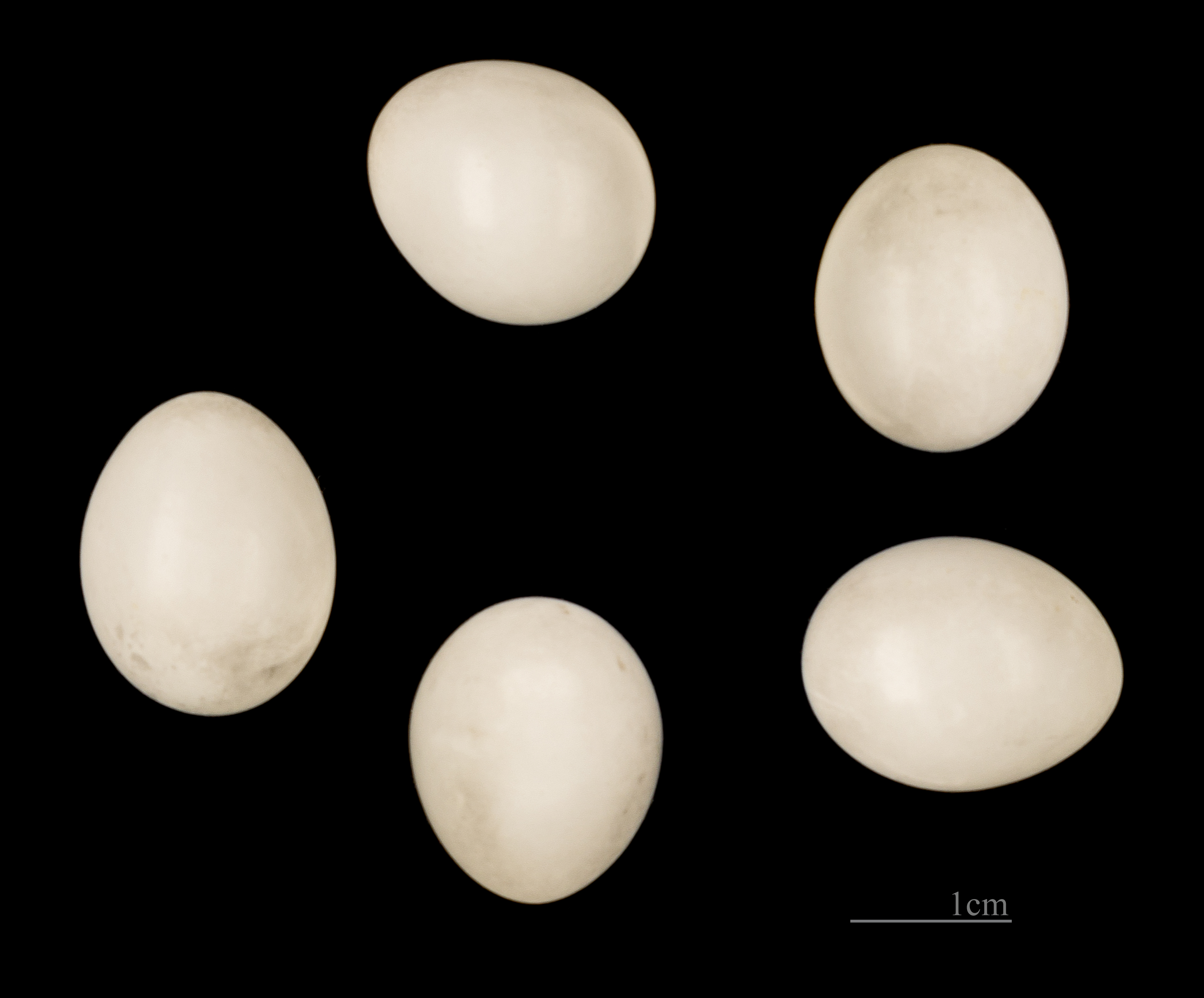
Huevos de Dendrocopos minor

El pico menor (Dryobates minor) es una especie de ave piciforme de la familia Picidae propia de Eurasia y el extremo norte de África. Es el más pequeño de los pájaros carpinteros europeos.

## Descripción
Es el más pequeño de los pájaros carpinteros, 14 a 15 cm, con el dorso listado de blanco y negro; garganta y pecho blancos con las partes inferiores claras, con rayado en negro; alas negras con moteado en blanco; capirote rojo en el macho, negro en las hembras.

## Distribución
Se distribuye por la región Paleártica, desde la península ibérica hasta Kamchatka y Japón, localizándose entre las latitudes, 35° N y 70° N.
En España la especie se considera sedentaria, con dos grandes núcleos de población, el primero abarcando una franja al norte, desde Asturias y León hasta la zona noroccidental de Aragón y el segundo ocupando toda el área suroccidental de Castilla y León, norte de Extremadura, Comunidad de Madrid y Guadalajara. En el resto peninsular su aparición es puntual y dispersa, estando ausente de grandes zonas del centro y este peninsular, así como de Canarias y Baleares.

## Hábitat
Habita robledales, choperas, y bosques mixtos, sotos y arboledas no muy espesas con preferencia en ecosistemas fluviales, apareciendo también en áreas abiertas con árboles viejos.
En la península ocupa los mismos hábitat en la zona norte y en el núcleo castellano-extremeño también bosques, pero con preferencia las dehesas, robledales, castañares y también sotos de ribera.
Nidifica en árboles viejos, incluso en jardines grandes, localizándose desde el nivel del mar hasta los 1.400 m s. n. m., aunque también pueden criar en túneles excavados en taludes de los ríos.

## Amenazas
La pérdida y fragmentación de hábitat, sobre todo por talas de bosques con arbolado maduro, la desaparición de los bosques de ribera, la reforestación con arbolado de crecimiento rápido y los incendios forestales.